# Murtas
Murtas település Spanyolországban, Granada tartományban. Murtas Albondón, Lobras, Cádiar, Ugíjar, Alcolea, Turón és Albuñol községekkel határos. Lakosainak száma 437 fő (2024).

## Népesség
A település népessége az elmúlt években az alábbi módon változott:
| Lakosok száma | 745  | 713  | 730  | 682  | 648  | 541  | 495  | 467  | 460  | 437  |
|               | 2001 | 2004 | 2006 | 2009 | 2011 | 2014 | 2016 | 2019 | 2021 | 2024 |